# ブルース・ブラザース2000
『ブルース・ブラザース2000』（The Blues Brothers 2000）は、『ブルース・ブラザース』（1980年）の続編として1998年に公開されたアメリカ映画。
NBCの人気番組「サタデー・ナイト・ライブ」の、同名の人気コーナーのキャストとバンドをベースに、ストーリーをつけて1980年に映画化され大ヒットした『ブルース・ブラザース』の続編として制作された。

## あらすじ
エルウッド・ブルースは、前作でやらかしたことによる18年間の刑期を終えて出所し、兄の「ジョリエット」ジェイク・ブルースが亡くなったことを知らされる。出所時、ブルース・ブラザーズ・バンドの元ドラマーのウィリー・ホールの下で働く友人マタラが迎えに来る。ウィリーはエルウッドが立ち直るのを手助けしたいと考えている。
ウィリーに会う前に、エルウッドは孤児院が閉鎖され現在は病院で働いているマザー・メアリー・スティグマタのところまで送って欲しいと頼む。彼女は、カーティスも既に亡くなっているが、カーティスは現在イリノイ州警察で署長をしているカベル・チェンバレンを私生児としてもうけていたことをエルウッドに伝え、また、バスターという孤児を紹介して面倒を見て欲しいと言う。
スティグマタの忠告に反して、エルウッドはカベルを警察署内で探し回り、実の父親のことについて告げ、再結成を計画しているブルース・ブラザース・バンドに参加するよう要請する。カベルは父親のことを知り動揺し、エルウッドとジェイクの犯罪歴を見た後、バンドに加われという要請に腹を立て、エルウッドを建物から叩き出す。その際、バスターがカベルの財布を盗む。その財布にはエルウッドが新しいブルースモービルを購入するのに十分な金が入っていた。
エルウッドとバスターは、現在の仕事を辞めさせてバンドに加わらせるために、バンドの元メンバーたちを探し始める。ウィリーはストリップクラブを経営していたが、クラブがロシアのマフィアのせいで焼け落ちた後、バンドに加わることを決める。クラブが焼け落ちたのは、エルウッドがウィリーのバーテンダーである「マイティ」・マック・マクティアの協力を得て、マフィアがクラブに手出しするのを止めさせるためにマフィアの2人を酔わせて、縛って猿ぐつわをかませて路地に放置したことから起こったことである。マット「ギター」マーフィーは、妻と一緒にメルセデス・ベンツのディーラーを経営しており、妻の勧めで参加する。ラジオ局でDJとして働く3人の元メンバーはすぐに参加に同意する。マーフィー・ダンはコールセンターの上司の許可を得た上で参加する。
再結成されたバンドは、旧知のエージェントを使ってショーを設営して貰う。会場へ向かう途中、カベルとイリノイ州警察がバンドを追跡する。彼らはエルウッドがカベルの財布を盗み、バスターを誘拐したと考えている。エルウッドは警察から逃げる途中で民兵グループの集会に乱入し、そのグループが使用する予定だった爆発物を満載したボートを誤って爆破してしまう。
バンドが会場に到着すると、誤って「ブルーグラスバンド」として手配されていたことに気づくが、兎も角、演奏する。その後、バンドは警察から逃れたが、クリオウファス・ジェームズ牧師が説教している信仰復興集会で捕まってしまう。カベルはバンドのメンバーを逮捕する前に、クリオウファス牧師から、警察官ではなくバンドに参加すべきだというひらめきを得る。バンドは再び逮捕を逃れた上にカベルの参加を得る。他の警察官はカベルが洗脳されたと思ってしまう。
バンドは次の仕事に臨む。それは、マックによると130歳のブードゥー教の魔女であるクイーン・ムセットが主催するオーディションである。ムセット女王はブルースブラザーズバンドにカリブ風の曲を演奏するよう要求する。エルウッドが自分たちはカリブ音楽を演奏しないのだと言うが、彼女はとにかく演奏するように彼らに魔法をかける。彼女はバンドの参加を許可するが、エルウッド、マック、カベルは彫像に姿を変えられてしまう。
その後、ムセット女王は3人の魔法を解き、ブルース・ブラザーズはブルース・ミュージシャンのオールスターグループである「ルイジアナ・ゲイター・ボーイズ」と対戦するが、負けてしまう。この対戦の後、ロシアのマフィアと民兵グループの乱入によりオーディションは中断される。彼らはムセット女王によりネズミに変えられてしまう。イリノイ州警察が到着するが、カベルが自分は大丈夫だと告げると引き下がる。エルウッドは、2つのバンドがステージで一緒に演奏することを提案し、マザー・メアリー・スティグマタがカベルとマックに別れを告げるために到着し、バスターと一緒に逃走する際に警察が追いかけるが、合同演奏がその逃走の手助けとなる。

## キャスト
- エルウッド・ブルース：ダン・エイクロイド（吹替：玄田哲章）
- マイティ・マック：ジョン・グッドマン（吹替：福田信昭）
- バスター・ブルース：J・エヴァン・ボニファント（吹替：亀井芳子）
- キャブ・チェンバレン(イリノイ州警察 警察署長)：ジョー・モートン（吹替：田中正彦）
- スティーブ"ザ・カーネル"クロッパー：スティーヴ・クロッパー
- ドナルド"ダック"ダン（バンドのベースギター）：ドナルド・ダック・ダン
- マーフィ"マーフ"ダン（バンドのキーボード）：マーフィー・ダン
- ウィリー"トゥー・ビッグ"ホール（バンドのドラム）：ウィリー・ホール
- トム"ボーンズ"マローン（バンドのトロンボーン）：トム・マローン
- "ブルー・ルー"マリーニ（バンドのサックス）：ルー・マリーニ
- マット"ギター"マーフィ（バンドのギター）：マット・マーフィー
- アラン"ミスター・ファビュラス"ルービン（バンドのトランペット）：アラン・ルービン
- マタラ：シャーン・ジョンソン
- クレオファス・ジェームズ牧師：ジェームス・ブラウン（吹替：茶風林）
- マット"ギター"マーフィの妻：アレサ・フランクリン（吹替：くじら）
- 刑務所 所長：フランク・オズ
- ピケット氏：ウィルソン・ピケット
- 用務員：ジョニー・ラング
- クイーン・ムセット：エリカ・バドゥ
- マーヴィン・ガスペロン（「ルイジアナ・ゲーター・ボーイズ」）：B.B.キング（吹替：茶風林）
- 「ルイジアナ・ゲーター・ボーイズ」のメンバー
  - エリック・クラプトン（ギター、ボーカル）
  - ボー・ディドリー（ギター、ボーカル）
  - アイザック・ヘイズ（ボーカル）
  - ジャック・ディジョネット（ドラムス）
  - スティーヴ・ウィンウッド（オルガン、ボーカル）
  - ジェフ・バクスター（ギター）
  - ゲイリー・U.S.ボンズ（ボーカル）
  - クラレンス・クレモンズ（サックス）
  - ジョン・ファディス（トランペット）
  - ドクター・ジョン（キーボード、ボーカル）
  - トミー・マクドネル（ボーカル）
  - チャーリー・マッスルホワイト（ハーモニカ、ボーカル）
  - ビリー・プレストン（キーボード、ボーカル）
  - ルー・ロウルズ（ボーカル）
  - ジョシュア・レッドマン（サックス）
  - ココ・テイラー（ボーカル）
  - トラヴィス・トリット（ギター、ボーカル）
  - ジミー・ヴォーン（ギター、ボーカル）
  - グローヴァー・ワシントン・ジュニア（サックス）
  - ウィリー・ウィークス（ベース）
- エリゾンド警部：ニア・ピープルズ
- ロシア人マフィア：ミハエル・ボンダー
- ボブ：ジェフ・モリス

## 豪華なキャスト
既に故人となっていたジョン・ベルーシとキャブ・キャロウェイ、ジョン・キャンディら以外のほとんどのキャストが再登場、またB.B.キングやエリック・クラプトン等といった大御所ミュージシャン多数が新たに特別出演した為話題となった。「ザ・ブルース・ブラザーズ・バンド」の1人でギタリストのマット・マーフィは、『Making of The Blues Brothers 2000』でのインタビューにおいて、「キングやクラプトンなんて、一体どうやって呼んだんだろう」と驚愕していた。

## 興行収入
上記のように豪華なキャストを誇ったものの、アメリカ国内の劇場における興行収入は4000万ドル以上を記録した前作と比べて低い1400万ドルにとどまり、制作費の半分を回収したにすぎなかった。しかし日本やヨーロッパでの興行収入や、DVDやサウンドトラックなどの売り上げにより収益を上げている。
映画のプロモーションとしてエルウッド他主要メンバーが第40回グラミー賞授賞式、第31回スーパーボウルのハーフタイムショーでライブ・パフォーマンスを見せている。